# Tysaašvaň
Tysaašvaň (česky a slovensky Ašvaň, ukrajinsky Тисаашвань, maďarsky Tiszaásvány nebo jen Ásvány) je obec v čopské městské komunitě, v okrese Užhorod v Zakarpatské oblasti Ukrajiny. Obec se nachází mezi Latoricou a Tisou, 3 km jihovýchodně od Čopu. Až do regulace řek byla obec často ohrožována povodněmi. V roce 2001 ve vsi žilo 852 obyvatel, z toho 815 obyvatel bylo maďarské národnosti.
Částí obce Tysaašvaň je Tysaujfalu. V roce 2025 žilo v celé obci 1129 obyvatel.

## Historie
Do Trianonské smlouvy byla obec součástí Uherska, poté byla součástí Československa, a to Země Slovenské; obec patřila do tehdejšího okresu Kráľovský Chlumec. V důsledku první vídeňské arbitráže byla v letech 1938 až 1945 součástí Maďarska. Při předání Podkarpatské Rusi Sovětskému svazu (v roce 1945) byla obec předána SSSR (přestože se nejednalo o součást Země Podkarpatoruské). Obec tehdy dostala nový název, a to Mineralne (ukrajinsky Мінеральне). Od roku 1991 je obec součástí nezávislé Ukrajiny a byl jí vrácen starý název.